# Petjengskajafjorden
Petjengskajafjorden (russisk: Печенгская губа, tr. Petjengskaja guba) er en 17 km lang og 1-2 km bred fjord i Murmansk oblast i Rusland. Den ligger omkring 25 km fra grænsen til Norge. Inderst i fjorden udmunder Petjengafloden. Her ligger også byen Petjenga. På vestre bred, omtrent halvvejs inde fjorden, ligger Liinakhamari (finsk: Liinahammari), som var Finlands eneste isfrie havn i tiden 1920-1944, da Petjengaområdet var finsk territorium.

69°36′50″N 31°21′59″Ø / 69.6139°N 31.3664°Ø